# Астахове
Аста́хове (в минулому — Астахова, Астахівка) — село в Україні, у Довжанській міській громаді Довжанського району Луганської області. Населення становить 847 осіб.
Знаходиться на тимчасово окупованій території України.

## Географія
Географічні координати: 47°51' пн. ш. 39°36' сх. д. Часовий пояс — UTC+2. Загальна площа села — 42,5 км².
Село розташоване у східній частині Донбасу за 44 км від Довжанська. Найближча залізнична станція — Довжанська, за 39 км. Через село протікає річка Кріпка, у яку на південно-східній околиці села впадає Балка Гончарова.

## Історія
Засновано поселення в другій половині XVIII століття. 30 березня 1794 року військова цивільна влада дозволила полковнику Юхиму Леонтійовичу Астахову (1754–1822) зайняти землі по ліву сторону від річки Кріпенька. Згодом їх успадкувала його дочка Мотрона Юхимівна Астахова, яка на кошти свого чоловіка генерал-лейтенанта Олександра Матвійовича Грекова (1775–1854) в березні 1847 року розпочала будівництво церкви Покрови Божої Матері, яке тривало до 1853 року.
Станом на 1873 рік у слободі Астахова, центрі Астахівської волості Міуського округу Області Війська Донського, мешкало 1322 особи, налічувалось 166 дворових господарства та 7 окремих будинків.
За переписом 1897 року кількість мешканців зросла до 1472 осіб (714 чоловічої статі та 758 — жіночої), з яких 1468 — православної віри.
1877 року за сприяння священика Н. Пономарьова в слободі було відкрито школу, у якій навчалося 62 учні.
У 1915 році слобода Астахова — центр Астахівської волості Таганрозького округу. У ній налічувалося 230 дворів, 1254 десятин землі та проживало 1826 жителів.
Під час голодомору в Україні в 1932—1933 роках село було занесене на чорну дошку. У 1988–1989 роках після проведеної роботи з розсекречення фондів, держархівом Донецької області стало відомо, що в селі Астахове приховувалися факти про голодування людей, а районне керівництво починало писати інформаційні повідомлення, доповідні записки, службові листи вищому керівництву лише після того як лихо набирало великі масштаби.
12 червня 2020 року, відповідно до Розпорядження Кабінету Міністрів України № 717-р «Про визначення адміністративних центрів та затвердження територій територіальних громад Луганської області», увійшло до складу Довжанської міської громади.
17 липня 2020 року, в результаті адміністративно-територіальної реформи та ліквідації  колишніх Довжанського (1938—2020) та Сорокинського районів, увійшло до складу новоутвореного Довжанського району.

## Населення

### Мова
Розподіл населення за рідною мовою за даними перепису 2001 року:
| Мова            | Кількість | Відсоток |
| --------------- | --------- | -------- |
| російська       | 437       | 51.59%   |
| українська      | 409       | 48.29%   |
| інші/не вказали | 1         | 0.12%    |
| Усього          | 847       | 100%     |

За даними перепису 2001 року населення села становило 847 осіб, з них 48,29 % зазначили рідною мову українську, 51,59 % — російську, а 0,12 % — іншу.

## Економіка
Економічний сектор села представлений фермерським господарствами «Брати Єлісеєви», ТОВ «Астахівське».

## Соціальна сфера
У селі діють загальноосвітня школа (вул. Соколовського, 35а), фельдшерсько-акушерський пункт та спорткомплекс імені С. А. Лепського.

## Релігія
У селі знаходиться церква в ім'я Покрови Божої Матері, де проводяться богослужіння.

## Пам'ятки
На околицях Астахова виявлено 5 курганних могильників з 27 курганами.
На території села знаходиться братська могила радянських воїнів і пам'ятний знак на честь воїнів-односельців, що загинули під час Другої світової війни, а також пам'ятний знак жертвам голодомору 1932—1933 років в Україні.

## Також
- Перелік населених пунктів, що постраждали від Голодомору 1932-1933, Луганська область